# 안은산
안은산(1996년 10월 4일 ~ ) 은 대한민국의 축구선수이다. 포지션은 미드필더이다. 현 K3리그 파주시민축구단 소속으로 뛰고 있다.

## 클럽 경력
안은산은 2019시즌을 앞두고 수원 FC에 입단하면서 커리어를 시작했다.
2020시즌을 앞두고 K3리그의 경주 한국수력원자력 축구단으로 임대 이적했다.